# ピエル・ブリヤント
ピエル・ブリヤント（仏語Pierre Brillante、「輝く石」の意、1931年12月16日 設立 - 1938年 改称）は、かつて存在した日本の軽演劇の劇団である。「ピエル・ブリアント」は誤りである。

## 略歴・概要
1931年（昭和6年）12月16日、東京市浅草区公園六区（現在の東京都台東区浅草）に、「浅草オペラ館」が新規開場、その杮落としとして上演されたのが、劇団「ピエル・ブリヤント」の旗揚げ公演であった。
「ピエル・ブリヤント」は、榎本健一と二村定一のダブル座長の劇団で、2人は、旗揚げ前月の同年11月に、劇団「プペ・ダンサント」を武智豊子とともに脱退していた。同劇団には、榎本、二村、武智のほか、柳田貞一、中村是好、石田守衛、花島喜世子、藤野靖子、永井智子、松山千浪らが参加している。座員150人、オーケストラ部員25人、文芸部8人という、当時の日本最大規模の喜劇劇団であった。文芸部には菊谷栄らがいた。
榎本は「新作絶対主義」で、再演をよしとしなかったが、『カルメン』、『民謡六大学』などは例外であった。
1932年（昭和7年）7月、「ピエル・ブリヤント」は松竹専属になり、本拠地劇場は、浅草松竹座に変更になる。『月刊エノケン』第1号が、ピエル・ブリヤント文芸部の編集により、浅草松竹月刊エノケン社から発刊された。1935年（昭和10年）ごろまで発行されていた。同年、三益愛子が入団している。

1934年（昭和9年）5月3日、榎本と二村は、ピー・シー・エル映画製作所（P.C.L.）が製作した、山本嘉次郎監督の『エノケンの青春酔虎伝』に出演、同作が公開される。榎本にとっては、端役であった京都の中根龍太郎喜劇プロダクション以来、6年ぶりの映画、しかも初の主演である。1935年（昭和10年）公開の映画『エノケンの近藤勇』は、オリジナルシナリオを書いたとして「ピエル・ブリヤント、P.C.L.文芸部」とクレジットされており、演奏は「ピエル・ブリヤント管弦楽団」である。1937年（昭和12年）8月1日公開の『エノケンのちゃっきり金太 後篇』まで、10本のP.C.L.の映画に出演した。
1938年（昭和13年）、榎本は松竹を退社して東宝と契約を結んだ。これまでは、松竹演劇部に籍を置きながら、P.C.L.や東宝映画の映画に出演していたことになる。「ピエル・ブリヤント」は「東宝榎本健一一座」と改名した。この頃、二村は既に座長ではなくなっていた。「ピエル・ブリヤント管弦楽団」は、「東宝管弦楽団」と合体した。東宝移籍後の第1作は映画『エノケンの法界坊』であった。

## フィルモグラフィ
ピエル・ブリヤントが関わった13本の映画、P.C.L.映画製作所、のちに東宝映画東京撮影所作品。
1934年
- 『エノケンの青春酔虎伝』、原作・脚本P.C.L.文芸部、監督山本嘉次郎、音楽紙恭輔、5月3日
出演 榎本健一、二村定一、堤真佐子、千葉早智子、大川平八郎
- 『エノケンの魔術師』、原作・脚本永見柳二、監督木村荘十二、音楽紙恭輔、10月25日
出演 榎本健一、中村是好、藤原釜足、北村季佐江、堤真佐子、柳田貞一、近江つや子、高清子、吉川道夫、岸井明、如月寛多、田千鶴子、二村定一

1935年
- 『エノケンの近藤勇』、原作・脚本ピエル・ブリヤント・P.C.L.文芸部、監督山本嘉次郎、音楽伊藤昇、音楽指揮栗原重一、演奏ピエル・ブリヤント管弦楽団、10月11日
出演 榎本健一、二村定二（二村定一）、中村是好、柳田貞一、如月寛多、田島辰夫、丸山定夫、伊藤薫、花島喜世子、宏川光子、北村季佐江、千川輝美、高尾光子、夏目初子

1936年
- 『エノケンのどんぐり頓兵衛』、原作波島貞、脚本江口又吉、監督山本嘉次郎、音楽栗原重一、1月31日
出演 榎本健一、二村定一、田島辰夫、柳田貞一、如月寛多、高尾光子、伊達里子、清川虹子、近藤伊与吉
- 『エノケンの千万長者』、原作・脚本P.C.L.文芸部、監督山本嘉次郎、音楽栗原重一、7月21日
出演 榎本健一、二村定一、宏川光子、柳田貞一、椿澄枝
- 『続エノケンの千万長者』、原作・脚本P.C.L.文芸部、監督山本嘉次郎、音楽栗原重一、9月1日
出演 榎本健一、二村定一、宏川光子、中村是好、柳田貞一、椿澄枝
- 『エノケンの江戸っ子三太』、原作・脚本山本嘉次郎、監督岡田敬、音楽栗原重一、12月31日
出演 榎本健一、二村定一、柳田貞一、中村是好、如月寛多、宏川光子、中野かほる、山懸直代、どんぐり坊や

1937年
- 『江戸っ子健ちゃん』、原作横山隆一、脚本山本嘉次郎、監督岡田敬、音楽谷口又士、5月1日
出演 榎本健一、柳田貞一、中村メイ子、今泉正二、高峰秀子、堤真佐子
- 『エノケンのちゃっきり金太 前篇』第一話『まゝよ三度笠の巻』第二話『行きはよいよいの巻』、原作・脚本・監督山本嘉次郎、音楽栗原重一、7月11日
出演 榎本健一、中村是好、二村定一、如月寛多、柳田貞一、市川圭子、花島喜世子、山懸直代、千川輝美、宏川光子、北村武夫、近藤登、金井俊夫、椿澄枝、宮野照子、清水美佐子、南弘一、小坂信夫、斎藤務、松ノボル、榊田敬治、九州男博
- 『エノケンのちゃっきり金太 後篇』第三話『帰りは怖いの巻』第四話『まてば日和の巻』、原作・脚本・監督山本嘉次郎、音楽栗原重一、8月1日
出演 榎本健一、中村是好、二村定一、如月寛多、柳田貞一、市川圭子、花島喜世子、山懸直代、千川輝美、宏川光子、北村武夫、近藤登、金井俊夫、椿澄枝、宮野照子、清水美佐子、南弘一、小坂信夫、斎藤務、松ノボル、榊田敬治、九州男博
- 『エノケンの猿飛佐助 ありゃありゃの巻』、脚本山本嘉次郎・岡田敬、監督岡田敬、音楽栗原重一、東宝映画東京撮影所（元P.C.L.）、12月31日
出演 榎本健一、柳田貞一、中村是好、梅園竜子、如月寛多

1938年
- 『エノケンの猿飛佐助 どろんどろんの巻』、脚本山本嘉次郎・岡田敬、監督岡田敬、音楽栗原重一、東宝映画東京撮影所（元P.C.L.）、1月7日
出演 榎本健一、柳田貞一、中村是好、梅園竜子、如月寛多
- 『エノケンの風来坊』、原作山本嘉次郎、脚本八住利雄、監督大谷俊夫、音楽栗原重一、東宝映画東京撮影所（元P.C.L.）、3月24日
出演 榎本健一、如月寛多、中村是好、千川輝美、若原春江、柳田貞一、森健二、金井俊夫、田島辰夫、北村武夫、土方健二、松ノボル、木下国利、南光一

## 関連事項
- カジノ・フォーリー
- プペ・ダンサント
- 笑の王国
- ムーランルージュ新宿座

## 註
1. 1 2  帝京平成大学公式サイト内の「笑い学講座」内の記事「第32回 エノケンロッパの登場1」の記述を参照。
2. 1 2 3 4 5 6  国立音楽大学音楽学部音楽学学科作成の資料「エノケンさんに 会いにゆこう!」（2004年11月）の記述を参照。
3. ↑  日本映画データベースの「榎本健一」の項の記述を参照。